# Круглики (Брестская область)
Кру́глики (бел. Круглікі) — деревня в Барановичском районе Брестской области Белоруссии. Входит в состав Столовичского сельсовета. Расположена в 22 км по автодорогам к северо-востоку от центра Барановичей, на расстоянии 12 км по автодорогам к северо-востоку от центра сельсовета, агрогородка Столовичи. Ближайшие населённые пункты — деревни Стайки, Новые Войковичи и Мелеховичи.

## История
В 1909 году — посёлок Городищенской волости Новогрудского уезда Минской губернии, 4 двора.
После Рижского мирного договора 1921 года — в составе Городищенской гмины Новогрудского повета Новогрудского воеводства Польши. 
С 1939 года — в БССР, в 1940–62 годах — в Городищенском районе Барановичской, с 1954 года Брестской области. Затем — в Барановичском районе. С конца июня 1941 года до июля 1944 года оккупирована немецко-фашистскими войсками.
В 2013 году передана из упразднённого Меденевичского сельсовета в Столовичский.

## Население
| Численность населения (по переписи) | Численность населения (по переписи) | Численность населения (по переписи) | Численность населения (по переписи) | Численность населения (по переписи) | Численность населения (по переписи) | Численность населения (по переписи) |
| 1909                                | 1921                                | 1939                                | 1959                                | 1999                                | 2009                                | 2019                                |
| ----------------------------------- | ----------------------------------- | ----------------------------------- | ----------------------------------- | ----------------------------------- | ----------------------------------- | ----------------------------------- |
| 21                                  | ↗57                                 | ↗70                                 | ↗78                                 | ↘6                                  | ↘1                                  | ↗3                                  |